# Irène (kulle i Antarktis)
Irène är en kulle i Antarktis. Den ligger i Östantarktis. Frankrike gör anspråk på området. Toppen på Irène är 8 meter över havet.
Terrängen runt Irène är kuperad åt sydväst, men österut är den platt. Havet är nära Irène åt nordost. Trakten är glest befolkad. Närmaste befolkade plats är Dumont d'Urville Station, 6,8 kilometer öster om Irène. 